# Stefan Klos
Stefan Klos (ur. 16 sierpnia 1971 w Dortmundzie) – niemiecki piłkarz, grający na pozycji bramkarza.
Klos zawodową karierę zaczął w 1991 roku w Borussii Dortmund. W 1995 i 1996 Borussia z Klosem w składzie wygrywała Bundesligę. W 1997 roku jego zespół zwyciężył w Lidze Mistrzów, po meczu finałowym z Juventusem. Podczas tego meczu wpuścił tylko jedną bramkę, a Borussia strzeliła 3 gole. Niemiecki klub Stefan Klos opuścił w 1998 roku, przechodząc w Wigilię Bożego Narodzenia do szkockiego zespołu Rangers. Został zakupiony za 700.000 £. W drużynie z Glasgow zadebiutował podczas meczu pierwszej ligi szkockiej 26 grudnia 1998, przeciwko klubowi St. Johnstone FC. W lipcu 2004 roku został kapitanem drużyny. W 2007 roku zakończył karierę.